# Vodafone Arena (Stambuł)
Vodafone Arena, a właściwie Vodafone Park – turecki stadion położony w Stambule. 

## Charakterystyka
Swoje mecze rozgrywa tutaj klub Beşiktaş JK. Pojemność stadionu to 41 188 miejsc siedzących. Obiekt powstał w miejscu starego stadionu Beşiktaşu.